# Geranium ecuadoriense
Geranium ecuadoriense är en näveväxtart som beskrevs av Georg Hans Emmo Emo Wolfgang Hieronymus. Geranium ecuadoriense ingår i släktet nävor, och familjen näveväxter. IUCN kategoriserar arten globalt som sårbar. Inga underarter finns listade i Catalogue of Life.